# Kleine bronskoekoek
De kleine bronskoekoek (Chalcites minutillus, synoniem Chrysococcyx minutillus) is een vogel uit de familie Cuculidae (koekoeken).

## Herkenning
De vogel is 15 tot 16 cm lang. De volwassen vogel is bronsgroen van boven met een wit voorhoofd, een heldergroene kruin en ook een bronsgroen gekleurde staart, soms met een roodbruine glans en de buitenste staartpennen en de onderkant van de staart zijn zwart-wit gebandeerd en het staarteinde is zwart met een wit randje. Op de buik en borst is deze bronskoekoek zwart-wit gebandeerd. Het oog is rood,met een rode ring en de poten zijn grijs. Bij het vrouwtje is de oogring minder opvallend, eerder geel of wit en de iris bruin. Onvolwassen vogels zijn doffer gekleurd e missen de bandering op de buik. Verder verschillen de ondersoorten onderling sterk, vooral in de kleur van de bovenkant.  De indeling in ondersoorten is mede daarom nog in studie.

## Verspreiding en leefgebied
Deze soort komt voor van Zuidoost-Azië tot oostelijk Australië en telt 11 ondersoorten:
- C. m. peninsularis: zuidelijk Thailand en Maleisië.
- C. m. albifrons: Sumatra en westelijk Java.
- C. m. aheneus: Borneo en de zuidelijke Filipijnen.
- C. m. jungei: Sulawesi, Flores en Madu.
- C. m. rufomerus: Kleine Soenda-eilanden.
- C. m. salvadorii: Tepa (Babar).
- C. m. misoriensis: Biak.
- C. m. poecilurus: de Molukken, de Nieuw-Guinese kust en de nabij gelegen eilanden.
- C. m. minutillus: noordelijk Australië.
- C. m. russatus (Goulds bronskoekoek): noordoostelijk Australië.
- C. m. barnardi: oostelijk Australië.

Het leefgebied bestaat uit terreinen met een dichte vegetatie, meestal in laagland tot 500 m boven de zeespiegel. De vogel wordt waargenomen in moessonbos, moerasbos, secundair bos, mangrovebos, maar ook in tuinen in steden. Deze koekoek is een broedparasiet die zijn eitjes vooral legt in de nesten van Australische zangers (Acanthizidae) uit het geslacht Gerygone.

## Status
De grootte van de wereldpopulatie is niet gekwantificeerd. Men veronderstelt dat de soort in aantal stabiel is. Om deze redenen staat de kleine bronskoekoek als niet bedreigd op de Rode Lijst van de IUCN.